# Шорга
Шорга́ (каз. Шорға) — село у складі Тарбагатайського району Східноказахстанської області Казахстану. Входить до складу Кабанбайського сільського округу.
Населення — 470 осіб (2021; 479 у 2009, 563 у 1999, 673 у 1989).
Національний склад станом на 1989 рік:
- казахи — 100 %

У радянські часи село називалось також Єсенгул.